# Collegio elettorale di Pozzuoli (Senato della Repubblica)
Il collegio di Pozzuoli fu un collegio elettorale uninominale della Repubblica Italiana per l'elezione del Senato della Repubblica. Apparteneva alla circoscrizione Campania e fu utilizzato per eleggere un senatore nella XII, XIII e XIV legislatura.
Venne istituito nel 1993 con la cosiddetta Legge Mattarella (Legge n. 276, Norme per l'elezione del Senato della Repubblica), attuata in seguito al referendum abrogativo del 1993. La legge istituì per la Camera dei deputati e per il Senato della Repubblica un sistema di elezione misto, in parte maggioritario e in parte proporzionale. Il 75% dei parlamentari dell'assemblea veniva eletto in collegi uninominali tramite sistema maggioritario a turno unico; il restante 25% al Senato veniva eletto tramite recupero proporzionale dei più votati non eletti attraverso un meccanismo di calcolo denominato "scorporo", cioè sottraendo dal conteggio dei voti totali di una lista nella parte proporzionale i voti ottenuti dai candidati collegati alla medesima lista che erano eletti nei collegi uninominali con il sistema maggioritario.
Il collegio venne abolito insieme a tutti gli altri che costituivano il Senato con la promulgazione della legge elettorale successiva, la cosiddetta Legge Calderoli. Questa prevedeva un sistema proporzionale con premio di maggioranza, che al Senato veniva attribuito a livello regionale.

## Territorio
Il collegio di Pozzuoli era uno dei 22 collegi uninominali in cui era suddivisa la Campania e, come previsto dal D.Lgs. del 20 dicembre 1993 n. 535, era interamente compreso nella provincia di Napoli e comprendeva i seguenti comuni: Bacoli, Barano d'Ischia, Casamicciola Terme, Forio, Ischia, Lacco Ameno, Marano di Napoli, Monte di Procida, Pozzuoli, Procida, Quarto e Serrara Fontana.

## Eletti
| Elezione | Elezione | Senatore             | Partito                 |
| -------- | -------- | -------------------- | ----------------------- |
|          | 1994     | Eugenio Mario Donise | Progressisti            |
|          | 1996     | Eugenio Mario Donise | L'Ulivo                 |
|          | 2001     | Salvatore Lauro      | Casa delle Libertà (FI) |

## Dati elettorali

### XII legislatura
|                               | Eugenio Mario Donise ✔️ Eletto | Progressisti                  | 48 106  | 40,35 |  |  |  |  |  |
|                               | Elio Bellecca                  | Polo del Buon Governo         | 35 631  | 29,89 |  |  |  |  |  |
|                               | Luigi Covatta                  | Patto per l'Italia            | 17 859  | 14,98 |  |  |  |  |  |
|                               | Giuseppe Visconti              | Programma Italia              | 8 857   | 7,43  |  |  |  |  |  |
|                               | Nicola Gambardella             | Unione Cristiani e Riformisti | 8 760   | 7,35  |  |  |  |  |  |
| Totale                        | Totale                         | Totale                        | 119 213 | 100   |  |  |  |  |  |
|                               |                                |                               |         |       |  |  |  |  |  |
| Voti non validi               | Voti non validi                | Voti non validi               | 11 706  | 8,94  |  |  |  |  |  |
| Votanti                       | Votanti                        | Votanti                       | 130 919 | 78,65 |  |  |  |  |  |
| Elettori                      | Elettori                       | Elettori                      | 166 452 |       |  |  |  |  |  |
|                               |                                |                               |         |       |  |  |  |  |  |
| Data: 27-28 marzo 1994        |                                |                               |         |       |  |  |  |  |  |
| Fonte: Ministero dell'interno |                                |                               |         |       |  |  |  |  |  |

### XIII legislatura
|                               | Eugenio Mario Donise ✔️ Eletto | L'Ulivo                            | 56 568  | 46,83 |  |  |  |  |  |
|                               | Salvatore Lauro ✔️ Eletto      | Polo per le Libertà                | 53 559  | 44,34 |  |  |  |  |  |
|                               | Vittorio Colavitto             | Movimento Sociale Fiamma Tricolore | 4 766   | 3,95  |  |  |  |  |  |
|                               | Pasquale Mazzella              | Socialista                         | 2 962   | 2,45  |  |  |  |  |  |
|                               | Giuseppe Laringe               | Democrazia Sociale                 | 2 941   | 2,43  |  |  |  |  |  |
| Totale                        | Totale                         | Totale                             | 120 796 | 100   |  |  |  |  |  |
|                               |                                |                                    |         |       |  |  |  |  |  |
| Voti non validi               | Voti non validi                | Voti non validi                    | 10 242  | 7,82  |  |  |  |  |  |
| Votanti                       | Votanti                        | Votanti                            | 131 038 | 74,77 |  |  |  |  |  |
| Elettori                      | Elettori                       | Elettori                           | 175 248 |       |  |  |  |  |  |
|                               |                                |                                    |         |       |  |  |  |  |  |
| Data: 21 aprile 1996          |                                |                                    |         |       |  |  |  |  |  |
| Fonte: Ministero dell'interno |                                |                                    |         |       |  |  |  |  |  |

### XIV legislatura
|                               | Salvatore Lauro ✔️ Eletto | Casa delle Libertà                   | 63 917  | 47,22 |  |  |  |  |  |
|                               | Mario Michelangeli        | L'Ulivo                              | 46 267  | 34,18 |  |  |  |  |  |
|                               | Francesco Paolo Monti     | Partito della Rifondazione Comunista | 12 393  | 9,16  |  |  |  |  |  |
|                               | Gennaro De Falco          | Lista Di Pietro                      | 4 323   | 3,19  |  |  |  |  |  |
|                               | Ferdinando Avella         | Democrazia Europea                   | 2 936   | 2,17  |  |  |  |  |  |
|                               | Giovanni Parisi           | Lista Pannella-Bonino                | 2 453   | 1,81  |  |  |  |  |  |
|                               | Vittorio Colavitto        | Fiamma Tricolore                     | 2 325   | 1,72  |  |  |  |  |  |
|                               | Alfredo Goglia            | Forza Nuova                          | 735     | 0,54  |  |  |  |  |  |
| Totale                        | Totale                    | Totale                               | 135 349 | 100   |  |  |  |  |  |
|                               |                           |                                      |         |       |  |  |  |  |  |
| Voti non validi               | Voti non validi           | Voti non validi                      | 16 907  | 11,10 |  |  |  |  |  |
| Votanti                       | Votanti                   | Votanti                              | 152 256 | 76,37 |  |  |  |  |  |
| Elettori                      | Elettori                  | Elettori                             | 199 379 |       |  |  |  |  |  |
|                               |                           |                                      |         |       |  |  |  |  |  |
| Data: 13 maggio 2001          |                           |                                      |         |       |  |  |  |  |  |
| Fonte: Ministero dell'interno |                           |                                      |         |       |  |  |  |  |  |